# Titania y Bottom
Titania y Bottom es un óleo sobre lienzo del pintor anglosuizo Henry Fuseli. Data de alrededor de 1790 y se encuentra en la Tate Britain, en Londres. Fue encargado para la Galería Boydell Shakespeare y representa una escena de El sueño de una noche de verano de William Shakespeare.

## Fondo
Henry Fuseli se había familiarizado con las obras de William Shakespeare cuando era estudiante en Zúrich, y las utilizó como tema a lo largo de su carrera. Se hizo famoso por su particular tratamiento de asuntos sobrenaturales, lo que dio un atractivo especial a El sueño de una noche de verano, junto con otras obras como La tempestad, Hamlet y Macbeth. 
Titania y Bottom fue un encargo del editor John Boydell para su Galería Shakespeare. Fuseli también hizo un gran pendant para la galería de Boydell, El despertar de Titania, que representa un momento posterior de la misma escena. 

## Tema y composición
La pintura representa un momento de la primera escena del cuarto acto de la obra de William Shakespeare El sueño de una noche de verano. Titania, Reina de las Hadas, se encuentra bajo la influencia de una poción de amor, que le dio su marido Oberón para castigarla por su orgullo. La poción la ha enamorado del tejedor Nick Bottom, quien a su vez está bajo un hechizo que ha transformado su cabeza en la de un asno. Titania se encuentra de pie desnuda junto a Bottom, que está sentado. Su mano derecha está levantada y sostiene su varita mágica mientras su mano izquierda descansa sobre la cabeza del burro. Están rodeados por un grupo de seres feéricos de diferentes tamaños, llamados por Titania para atender a Bottom. Un duende sirviente rasca la cabeza de Bottom y otro se para sobre su mano y le ofrece ayuda. Una niña a la derecha le ha traído una cesta de guisantes secos. Una anciana encapuchada más a la derecha sostiene en su regazo un cambiante hecho de cera, mientras a la izquierda hay un grupo de niños creados artificialmente por brujas. 

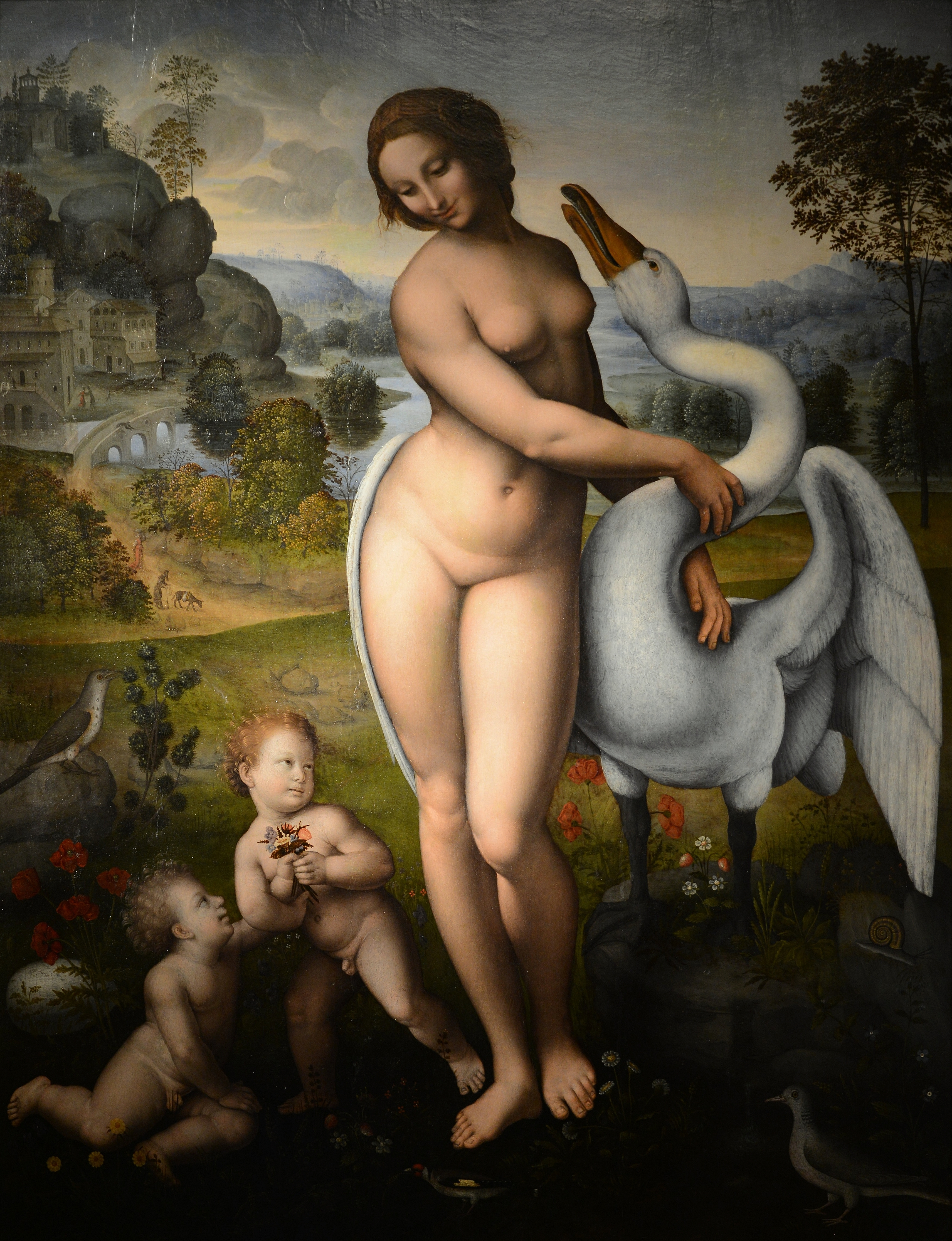
La pose de Titania se inspiró en Leda y el cisne de Leonardo da Vinci (copia atribuida a Il Sodoma).

La seductora pose de Titania está tomada de la Leda y el cisne de Leonardo da Vinci. Dos hadas que se sumergen en cálices a la derecha están inspiradas en una de las ilustraciones de Sandro Botticelli para la Divina Comedia de Dante, "Canto XXX" del Paraíso. En la parte inferior izquierda hay una niña con cabeza de mariposa, que sigue un tipo de retrato infantil desarrollado por Joshua Reynolds, donde un niño que posa con un animal de compañía exhibe rasgos de ese animal.  El gesto sugerente hacia el espectador de una joven de pie a la derecha entre la niña de la cesta y la anciana recuerda al de la Joven comiendo ostras, de Jan Steen, pero en lugar de ofrecer una ostra, la mujer camina sosteniendo a un anciano diminuto con una correa, lo que sugiere dominación sexual femenina.  Al igual que su pareja El despertar de Titania, el cuadro también toma prestadas figuras de obras del pintor holandés Abraham Bloemaert. 

## Procedencia
Desde 1887, la pintura forma parte de la colección de las galerías Tate. Se exhibe en la Tate Britain como parte de la muestra Walk Through British Art .